# Stati federati del Venezuela

Stati federati del Venezuela, compresa la rivendicazione territoriale della Guayana Esequiba.

Gli Stati federati del Venezuela sono la suddivisione territoriale di primo livello del Paese e sono pari a 23; ad essi sono equiordinati il Distretto Capitale (Distrito Capital), comprendente la capitale Caracas, e le cosiddette Dipendenze Federali (Dependencias Federales), costituite da un gruppo di isole. Ciascuno stato comprende a sua volta più comuni, 355 in tutto.
Nel dicembre 2023, tramite il referendum, Venezuela costituisce il territorio dello stato federato della Guayana Esequiba, parte contestata dalla Guyana.

## Storia
Il Paese risultava diviso in province fino al 1863, quando fu introdotta la suddivisione in Stati. Sino ai primi del '900, peraltro, tali entità furono interessate da diverse variazioni territoriali; negli ultimi anni del XX secolo, in particolare, furono creati tre nuovi stati, ossia Delta Amacuro, Amazonas e Vargas.

## Profili istituzionali
Il potere legislativo, limitato alle competenze statali, è esercitato dal Consiglio Legislativo (Consejo Legislativo), una camera unica ad elezione diretta con metodo proporzionale.
Il potere esecutivo è esercitato dal Governatore dello stato (Gobernador), il quale deve avere più di 25 anni e 5 anni di residenza ininterrotta nello stato. L'elezione è diretta e la carica è di 4 anni con possibilità di essere rieletto una sola volta. Il governatore è affiancato dai segretari statali a formare il gabinetto di governo. Vi sono poi degli organi di controllo (Contralor del Estado) e di supporto (Procuradurías).
Il potere giudiziario è esercitato dalle delegazioni statali del Tribunale supremo.

## Lista
| Localizzazione | Bandiera | Stato                                       | Capitale               | Popolazione (2011) | Superficie (km²) | Regione             |
| -------------- | -------- | ------------------------------------------- | ---------------------- | ------------------ | ---------------- | ------------------- |
|                |          | Amazonas                                    | Puerto Ayacucho        | 146 480            | 180 145          | Guayana             |
|                |          | Anzoátegui                                  | Barcelona              | 1 469 747          | 43 300           | Oriental            |
|                |          | Apure                                       | San Fernando de Apure  | 459 025            | 76 500           | Llanos              |
|                |          | Aragua                                      | Maracay                | 1 630 038          | 7 014            | Central             |
|                |          | Barinas                                     | Barinas                | 816 264            | 35 200           | Andina              |
|                |          | Bolívar                                     | Ciudad Bolívar         | 1 410 964          | 238 000          | Guayana             |
|                |          | Carabobo                                    | Valencia               | 2 245 744          | 4 650            | Central             |
|                |          | Cojedes                                     | San Carlos             | 323 165            | 14 800           | Central             |
|                |          | Delta Amacuro                               | Tucupita               | 167 676            | 40 200           | Guayana             |
|                |          | Falcón                                      | Coro                   | 902 847            | 24 800           | Centro - Occidental |
|                |          | Guárico                                     | San Juan de los Morros | 747 739            | 64 986           | Llanos              |
|                |          | Lara                                        | Barquisimeto           | 1 774 867          | 19 800           | Centro - Occidental |
|                |          | Mérida                                      | Mérida                 | 828 592            | 11 300           | Andina              |
|                |          | Miranda                                     | Los Teques             | 2 675 165          | 7 950            | Capital             |
|                |          | Monagas                                     | Maturín                | 905 443            | 28 930           | Oriental            |
|                |          | Nueva Esparta                               | La Asunción            | 491 610            | 1 150            | Insular             |
|                |          | Portuguesa                                  | Guanare                | 876 496            | 15 200           | Centro - Occidental |
|                |          | Sucre                                       | Cumaná                 | 896 291            | 11 800           | Oriental            |
|                |          | Táchira                                     | San Cristóbal          | 1 168 908          | 11 100           | Andina              |
|                |          | Trujillo                                    | Trujillo               | 686 367            | 7 400            | Andina              |
|                |          | Vargas                                      | La Guaira              | 352 920            | 1 496            | Capital             |
|                |          | Yaracuy                                     | San Felipe             | 600 852            | 7 100            | Centro - Occidental |
|                |          | Zulia                                       | Maracaibo              | 3 704 404          | 63 100           | Zulia               |
|                |          | Distretto Capitale Area a statuto speciale  | Caracas                | 1 943 901          | 433              | Capital             |
|                |          | Dipendenze Federali Area a statuto speciale | Los Roques             | 2 155              | 342              | Insular             |